# Archaeogramma claritae
Archaeogramma claritae is een vlinder uit de familie Nymphalidae. De wetenschappelijke naam van de soort is voor het eerst geldig gepubliceerd in 2014 door Costa et al.

## Type
- holotype: "female, 26.XII.2012"
- instituut: Museo del Instituto de Zoologia Agricola, Maracay, Venezuela
- typelocatie: "Venezuela, Edo. Bolivar, Auyan Tepui, ElPenón, 1850 m"